# Ileanta trochanterata
Ileanta trochanterata är en stekelart som beskrevs av Cameron 1903. Ileanta trochanterata ingår i släktet Ileanta och familjen brokparasitsteklar. Inga underarter finns listade i Catalogue of Life.